# Hylorchilus
Hylorchilus – rodzaj ptaków z rodziny strzyżyków (Troglodytidae).

## Występowanie
Rodzaj obejmuje gatunki występujące w Meksyku.

## Morfologia
Długość ciała 16 cm, masa ciała 28,4–29,3 g.

## Systematyka

### Etymologia
Greckie ὑλη hulē – „teren lesisty, las”; ορχιλος orkhilos – „strzyżyk”.

### Podział systematyczny
Do rodzaju należą następujące gatunki:
- Hylorchilus sumichrasti (Lawrence, 1871) – skalik ciemny
- Hylorchilus navai Crossin & Ely, 1973 – skalik wielkodzioby